# STS-102
STS-102, voluit Space Transportation System-102, was een spaceshuttlemissie van de Discovery naar het Internationaal ruimtestation ISS. Naast materiaal vervoerde de vlucht de bemanningsleden voor ISS-Expeditie 2 en bracht de leden van ISS-Expeditie 1 terug naar de aarde. 

## Bemanning
| Bevelhebber        | James Wetherbee 5e ruimtevlucht | James Wetherbee 5e ruimtevlucht  |                                  |                                  |
| Piloot             | James Kelly 1e ruimtevlucht     | James Kelly 1e ruimtevlucht      |                                  |                                  |
| Missiespecialist 1 | Andy Thomas 3e ruimtevlucht     | Andy Thomas 3e ruimtevlucht      |                                  |                                  |
| Missiespecialist 2 | Paul Richards 1e ruimtevlucht   | Paul Richards 1e ruimtevlucht    | Paul Richards 1e ruimtevlucht    |                                  |
| Missiespecialist 3 | Joeri Oesatsjov 4e ruimtevlucht | William Shepherd 4e ruimtevlucht | William Shepherd 4e ruimtevlucht | William Shepherd 4e ruimtevlucht |
| Missiespecialist 4 | James Voss 5e ruimtevlucht      | Joeri Gidzenko 2e ruimtevlucht   | Joeri Gidzenko 2e ruimtevlucht   | Joeri Gidzenko 2e ruimtevlucht   |
| Missiespecialist 5 | Susan Helms 5e ruimtevlucht     | Sergej Krikaljov 5e ruimtevlucht | Sergej Krikaljov 5e ruimtevlucht | Sergej Krikaljov 5e ruimtevlucht |

## Media

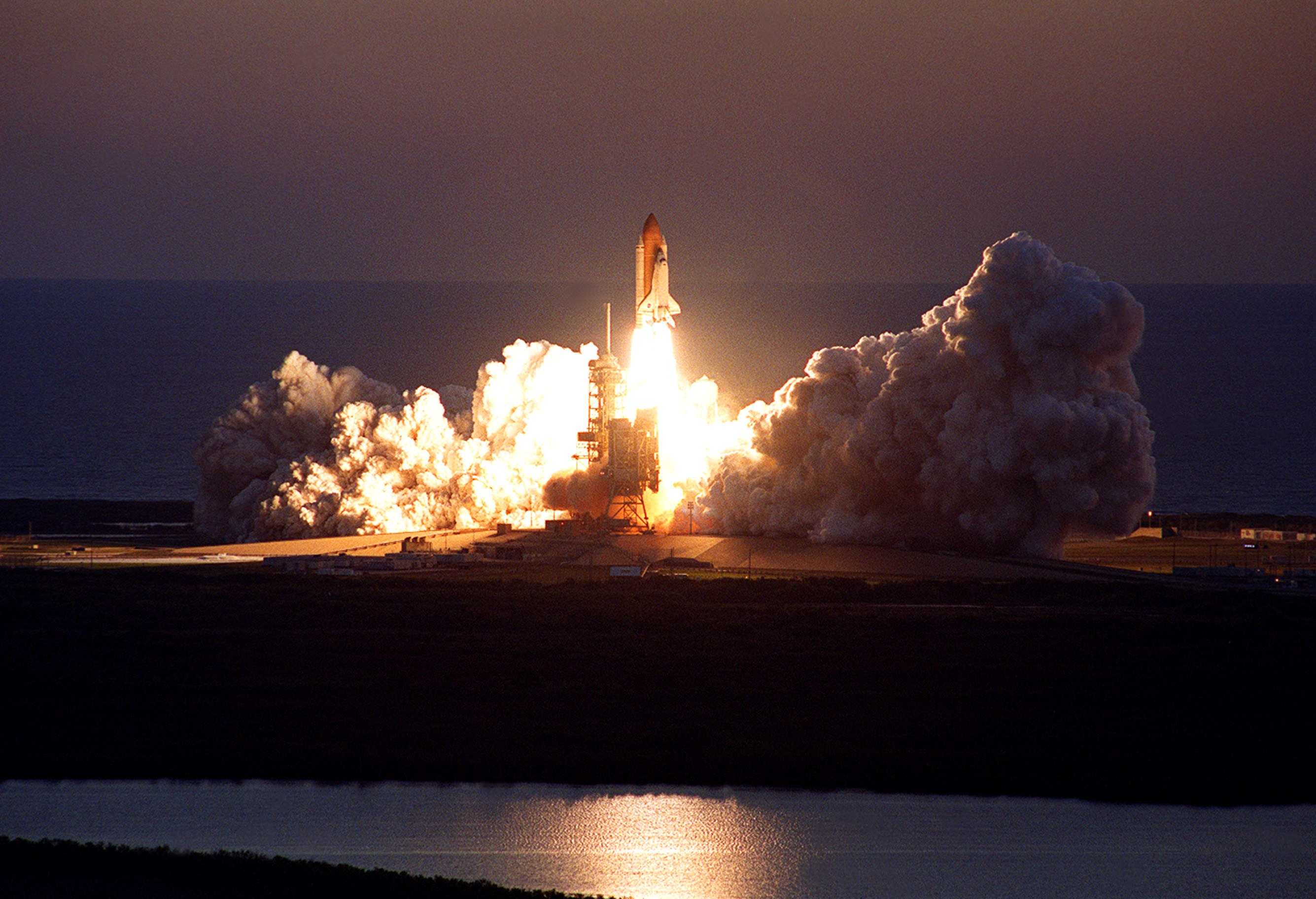
Lancering
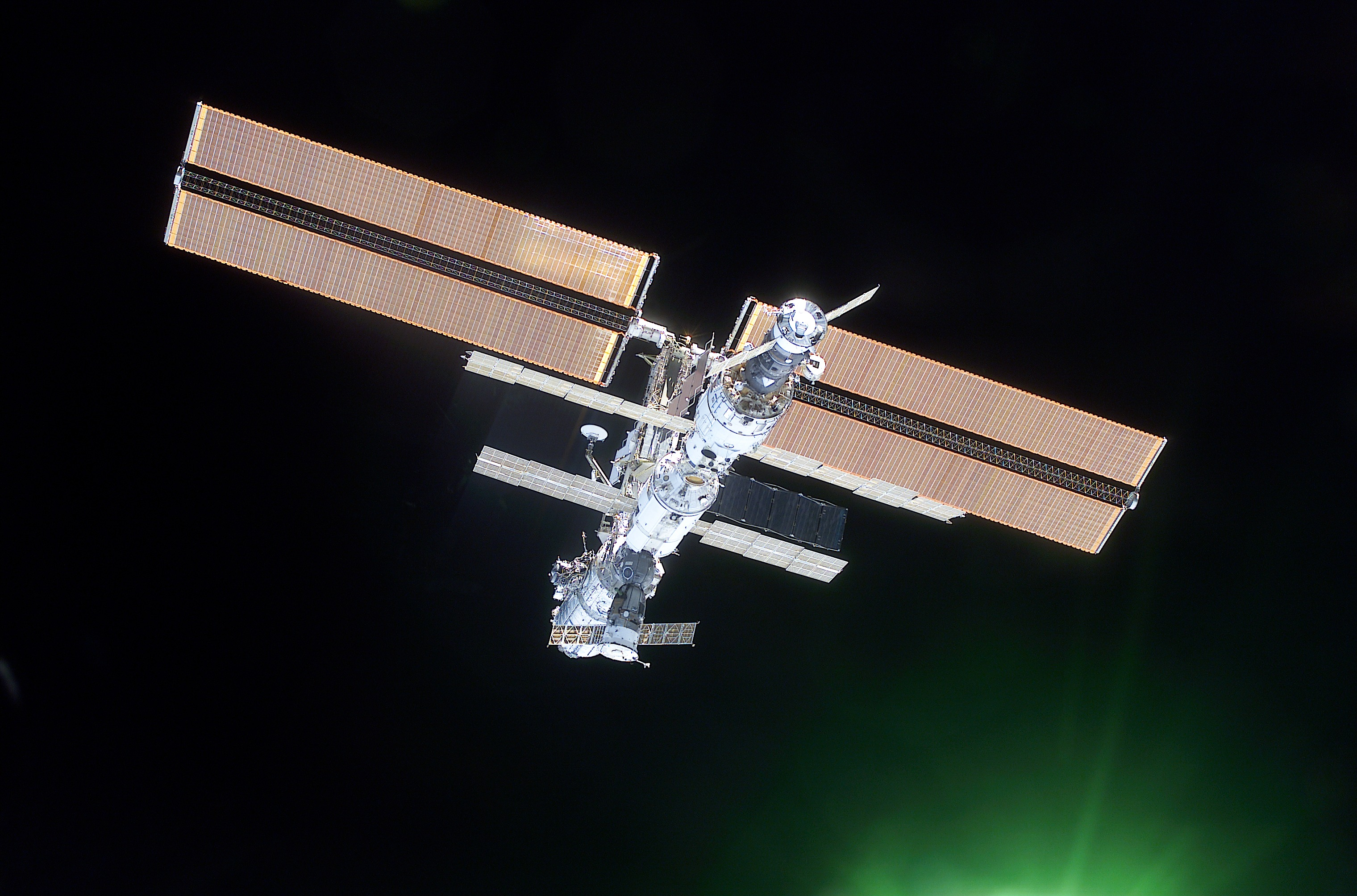
ISS gezien vanuit de Discovery